# Dalton, Massachusetts

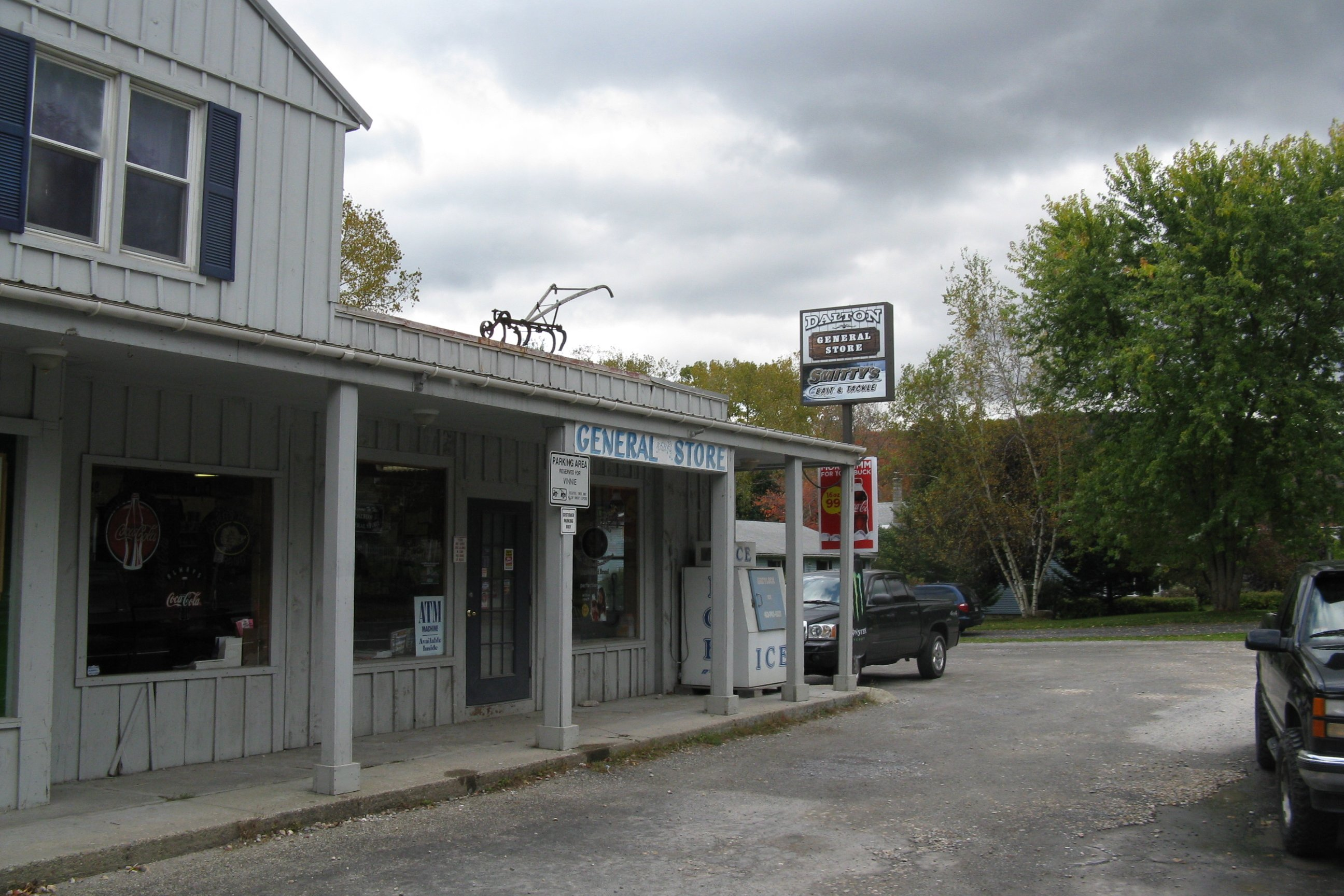

Dalton är en kommun (town) i Berkshire County i delstaten Massachusetts, USA. Vid folkräkningen år 2000 bodde 6 892  personer på orten. Den har enligt United States Census Bureau en area på totalt 56.6 km² varav 0,1 km² är vatten.